# Route 145 (Nouveau-Brunswick)
Pour les articles homonymes, voir Route 145.
La route 145 est une route secondaire du Nouveau-Brunswick située dans le nord-est de la province, sur la côte acadienne, près de Caraquet. Son tracé mesure 26 km (16 mi).

## Description du tracé
La route 145 débute à l'ouest de Caraquet à un carrefour giratoire avec la route 11 et la route 325. Elle passe par Sainte-Anne-de-Bocage et Caraquet. Elle suit la côte de la Baie de Caraquet sur 13 km (8 mi), en traversant le village de Bas-Caraquet, puis elle traverse l'Île Pokesudie pour se terminer à sa jonction avec le chemin Mystérieux, après avoir effectué un virage à 90° vers l'ouest, au bout de l'île.

## Histoire
La route 145 fut numérotée ainsi en 1984 pour remplacer l'ancienne route 330, qui a été créé en 1965. En octobre 2016, la route a été prolongée vers l'ouest, depuis l'intersection avec la rue du Portage et le carrefour giratoire en reprenant le tracé de la route 11, laquelle a été déplacée plus au sud pour contourner la ville. 

## Intersections majeures
| Comté      | Ville     | km    | Destinations                                                          | Notes                                           |
| ---------- | --------- | ----- | --------------------------------------------------------------------- | ----------------------------------------------- |
| Gloucester | Bertrand  | 0,00  | NB-11 – Bathurst, Tracadie-Sheila, Shippagan NB-325 sud – Paquetville | Carrefour giratoire; terminus nord de la NB-325 |
| Gloucester | Caraquet  | 6,20  | Chemin Alexis vers NB-11                                              |                                                 |
| Gloucester | Caraquet  | 10,70 | Rue du Portage vers NB-11                                             | Ancien terminus ouest de la NB-145              |
| Gloucester | Caraquet  | 13,50 | NB-335 sud – Saint-Simon                                              | Terminus nord de la NB-335                      |
| Gloucester | Pokesudie | 26,50 | Chemin Mystérieux                                                     |                                                 |
|            |           |       |                                                                       |                                                 |